# Dr. Watson (Software)
Doctor Watson (drwtsn32.exe oder drwatson.exe, benannt nach Dr. Watson, dem Assistenten von Sherlock Holmes) ist ein von Windows 3.0 bis Windows XP integriertes Fehlerdiagnose-Programm.

## Geschichte
Dr. Watson wurde für Windows 3.0 entwickelt und war bis einschließlich Windows XP Bestandteil jeder Windows-Version. In Windows 2000, XP und 2003 läuft es als installierter Dienst für das Debugging und Sammeln von Debugging-Informationen. Es wird beim Systemstart aktiviert und läuft danach als dwwin.dll im Hintergrund weiter. Die bei Fehlfunktionen gesammelten Informationen können vom Fehlerberichterstattungsdienst über das Internet an Microsoft zur Fehleranalyse gesandt werden.
Versionen 5.0 und 6.0 von Windows Mobile besitzen ebenfalls die Möglichkeit, Informationen über Programmfehler an Microsoft zur Analyse zu senden. Ab Windows Vista wurde Dr. Watson durch Probleme erkennen und beheben in der Systemsteuerung ersetzt, auch wenn das Programm DrWatson noch über die Kommandoeingabe "Programme/Dateien durchsuchen" aufrufbar ist. 